# Mail Online
Le MailOnline (dailymail.co.uk) est le site internet officiel du journal populiste Daily Mail et du conservateur The Mail on Sunday, journaux de format tabloïd diffusés au Royaume-Uni. Le MailOnline est une division de DMG Media (en), filiale du groupe Associated Newspapers Ltd. C'est le site d'information, appartenant à un journal, le plus visité à travers le monde avec 189 millions de visiteurs par mois et 11 millions de visiteurs par jour (janvier 2014)[réf. souhaitée].
Le site internet a une portée mondiale, avec des pages d'accueil spécifiques pour le Royaume-Uni, les États-Unis, l'Inde ou encore l'Australie. Bien qu'il suive la ligne éditoriale conservatrice du journal papier, le MailOnline produit des contenus exclusifs au site internet. 